# CES 34: Curtis vs. Burrell
CES 34: Curtis vs. Burrell (também conhecido como CES 34) foi um evento de artes marciais mistas promovido pelo CES MMA, que ocorreu em 01 de abril de 2016, no Foxwoods Resort Casino.

## Background
A luta entre o campeão dos meio médios, Chris Curtis, e o desafiante, Nah-shon Burrell, é esperada para servir como a luta principal do evento.  Na pesagem, Burrell ficou mais de 2 kg acima do limite de peso, portanto, a luta não valeu o cinturão.
Reggie Merriweather era esperado para enfrentar Leon Davis no evento. No entanto, Merriweather foi removido do card devido a razões não divulgadas, e substituído por LT Nelson.
Rodrigo Almeida era esperado para enfrentar Johnny Campbell no evento. Porém, Almeida foi retirado do card, e seu substituto será Matt Lozano. 
Uma luta entre Mike Maldonado e George Nassar foi brevemente ligada a este card, e removida após alguns dias.

## Card Oficial
Nota 1 Luta não válida pelo título.